# 青山吉能
青山 吉能（あおやま よしの、1996年5月15日 - ）は、日本の女性声優、歌手。熊本県出身。81プロデュースに所属。

## 経歴
声優になりたいと思ったのは小学5年生のときに、友人の勧めで『涼宮ハルヒの憂鬱』、『らき☆すた』、『セキレイ』などのアニメを見て、「自分もなりたい」と思ったのが最初である。
声優を目指したきっかけでもある『化物語』も好きで、周囲で声真似が流行しており、千石撫子や戦場ヶ原ひたぎといったキャラクターの真似を色々していたのが声の演技に興味を持ったきっかけだったという。
2012年に開催された、avex×81produce「Wake Up, Girls! AUDITION」第2回アニソン・ヴォーカルオーディションに合格。
2013年4月に「Wake Up, Girls!」が結成され、同年7月から主な活動を開始するが本人は上京せず、熊本から都内や地方へ行っていた。
2014年には「Wake Up, Girls!」のメンバーとして全国ツアー、Animelo Summer Liveへの出演、幕張メッセで約5000人もの観客を集めた単独ライブなどを成功させる。また、地元のFMラジオで初の個人の冠番組を担当した。
2015年、第9回声優アワード特別賞をWake Up, Girls!として受賞。3月には大学に合格し上京することを発表した。
2016年、小林竜之、澁谷梓希、若井友希、吉岡茉祐と「D-selections」を結成。2016年4月から放送する、テレビアニメ『ハンドレッド』のオープニングテーマ『BLOODRED』を歌唱する。
2020年3月5日に、所属事務所から体調不良により当面の間休業し、一部活動に制限を設けると発表があった。同年4月4日に徐々に現場復帰していることを所属事務所の公式Twitterで報告。
『鷲崎健のアコギFUN!クラブ』にゲスト出演したことをきっかけに手弁当でソロLIVEイベント「青山吉能 SPECIAL LIVE 2021 よぴぴん家」を企画し、2021年12月4日に開催、このライブにてアーティストデビューをすること発表した。2022年3月9日にインペリアルレコードからデジタル・シングル「Page」をリリースし、アーティストとしてデビューした。
2022年10月より放送された『ぼっち・ざ・ろっく!』の主人公、後藤ひとりを演じたことで知名度を獲得し、海外メディア「Anime Trending」が主催する「9TH TRENDING AWARDS（第9回アニメトレンド大賞）」で、アニメオブザイヤーを受賞。
同作品のラジオ番組『ぼっち・ざ・らじお！』では鈴代紗弓、水野朔、長谷川育美と共に交代制パーソナリティの中でメインパーソナリティを務めており、2023年3月29日に開催された「アニラジアワード」授賞式では最優秀ラジオ大賞、最優秀女性ラジオ賞、大笑いラジオ賞と初の三冠を達成した。
2023年3月8日に1stアルバム『la valigia』（ラ・ヴァリージア）をリリース。
2024年、第18回声優アワードにて、テレビアニメ『ぼっち・ざ・ろっく!』のユニット「結束バンド」として歌唱賞を受賞。

## 人物
小学6年生の時に自分の取柄は声しかないと思い、その声を活かして頑張ろうと第1回アニソン・ヴォーカルオーディションやエリーを探せ! ミルキィホームズ 声優オーディションなど数多くのオーディションを受ける。東日本大震災の発生後は東北地方のために地元の熊本県で何か出来ないかと思いオーディションを受けていた。「avex×81produce Wake Up, Girls! AUDITION」第2回アニソン・ヴォーカルオーディションで初めて最終選考まで残り、そのまま合格。以降はWake Up, Girls!のリーダーとして2019年3月の解散まで活動した。解散後も引き続き声優やアーティストとして活動している。
小学校・中学校時代はコーラス部に所属していた。
嫌いなものはイチゴとトマト。好きな物はスパム。方言は熊本弁。特技は合唱、ピアノ、書道、スキー。アルペンスキーで国民体育大会および全国高等学校総合体育大会への出場歴がある。国体冬季大会にジャイアントスラロームとスラロームで出場している。ただし熊本県の出場枠は3枠あり、県予選には2名しか出場しなかったため、出場2名中2位での予選通過である。なお本大会では122名中95位だった。
ゲームに嵌りやすく、正月や自身の誕生日を白猫プロジェクトプレイ中に迎えていた程である。オタク文化的なものの存在を知ったのは、西尾維新の小説『戯言シリーズ』がきっかけだったという。
昔からボカロ曲が好きであり、元々姉がニコニコ動画が好きだったため、小学生の頃からニコニコ動画を見ていたという。ボカロ曲で最初に好きになった曲は小学5年生の時に出会った歪Pの「人柱アリス」。中学1年生の頃にはsupercellといったたくさんのクリエイター活躍もあり、ボカロ曲の勢いも凄かったため、ボカロの魅力に熱中していた。クラスの皆の会話に付いていくことできなかったこともあり、娯楽に対する欲求は強くあり、その中、ニコニコ動画でボカロ曲を聴くことにのめり込むようになったという。
当時、家に家族共用のMicrosoft Windows XPのパソコンがあり、親に見つからないように見ていたという。ちょうどGUMI、巡音ルカが発売されたのをリアルタイムで見ており、かじりついてランキングの推移を毎日追っていたという。一方で、同期に歌い手を知って「歌ってみた」にも熱中していたという。
歌ってみたことはあったが、正直鳴かず飛ばず(本人曰く52再生、マイリス1、コメント2)であり、当時、コミュニティサイト「こえ部」があったが、ほとんど反応がなかったという。「こえ部」でも「ニコニコ動画」でもエース級の中学生、高校生ボカロPの人物達からも影響を受けて、機材について調べたりもしていたという。
家族は兄が1人、姉が2人で四人兄妹の末っ子。吉能の「吉」は父から、「能」は伊能忠敬から名前に使われた。父は吉能のゲームボーイアドバンスを膝で割ったことがあるほどの厳格な性格で、吉能が大学に進学したのは、大学に行かないと上京させないと親に言われていたためである。
家族以外の交友関係では、Wake Up, Girls!のメンバーとは自宅に泊めあう仲である。しかし、センターの吉岡茉祐とは一度衝突したことがあり、その顛末はテレビアニメ『Wake Up, Girls!』8話の七瀬佳乃と島田真夢のストーリーに反映されている。島ゆいかとは小学校の同級生。Wake Up, Girls!の先輩にあたるi☆Risのファンであると同時にメンバーの一人である澁谷梓希と交流が深く、2015年の誕生日には洋服をプレゼントされ電話も貰っている。自身のラジオである『青山吉能 聞いとっと!?よしのモン。・*・:≡(　ε:)』のディレクターはラジオが終了した後も青山によるツイッター企画に参加していたり、イベントに現れたりしている。

## 出演
太字はメインキャラクター。

### テレビアニメ
2014年
- Wake Up, Girls!（2014年 - 2018年、七瀬佳乃） - 2シリーズ

2015年
- Dance with Devils（女子生徒）
- ハッカドール THE あにめ〜しょん（オーナー、ゆっぴー）

2016年
- この素晴らしい世界に祝福を!（2016年 - 2017年、フィオ） - 2シリーズ
- ハンドレッド（女生徒）
- あんハピ♪（保育士1、筐体）
- マギ シンドバッドの冒険（客の女B）
- タブー・タトゥー（店員、女子生徒A、侍女）
- orange（マネージャー）
- 灼熱の卓球娘（先輩1、由良木ゆら）
- CHEATING CRAFT（小サメB、水着客B）

2017年
- 恋愛暴君（グリ）
- 笑ゥせぇるすまんNEW（陽子）
- エロマンガ先生（編集部員）
- ゼロから始める魔法の書（ロシェル）
- 賭ケグルイ（女子生徒、美化委員）
- ひとりじめマイヒーロー（佐藤）
- 異世界はスマートフォンとともに。（2017年 - 2023年、レネ） - 2シリーズ
- 異世界食堂（ティアナ）

2018年
- クラシカロイド（生徒C）
- 3D彼女 リアルガール（ギャル、女子生徒）
- ヲタクに恋は難しい（スタボ店員2）
- 百錬の覇王と聖約の戦乙女（エフィーリア）
- はるかなレシーブ（係員） - 第7話ではオープニング振付協力も担当
- 逆転裁判 〜その「真実」、異議あり!〜（ナパーム）

2019年
- 約束のネバーランド（2019年 - 2021年、マルク、ニーナ、アリシア） - 2シリーズ
- 盾の勇者の成り上がり（ウサピル）
- カードファイト!! ヴァンガード（少年）
- 荒ぶる季節の乙女どもよ。（女子生徒、富多笑美）
- Fate/Grand Order -絶対魔獣戦線バビロニア-（ウル市民、子供）

2020年
- 群れなせ!シートン学園（馬縞クロエ）
- なつなぐ!（千葉いずみ、大学の友人A）
- 歌舞伎町シャーロック（坂口羽美）
- 異種族レビュアーズ（クルーラ嬢）
- 社長、バトルの時間です!（マコト）
- 放課後ていぼう日誌（女子）
- デカダンス（リンメイ、タンカーC、アナウンス）
- ド級編隊エグゼロス（アライグマ）
- ガル学。〜聖ガールズスクエア学院〜（アイユズハ、観客、クラスメイト）
- まえせつ!（女性司会、アシスタント 寺田）
- くまクマ熊ベアー（2020年 - 2023年、ルリーナ） - 2シリーズ

2021年
- ウマ娘 プリティーダービー Season 2（リオナタール）
- ワンダーエッグ・プライオリティ（井上）
- ドラえもん（テレビ朝日版第2期）（気象予報士）
- ゆるキャン△ SEASON2（カリブー店員）
- デュエル・マスターズ キング!（2021年 - 2022年、ピョンチキ、八極 ハリルヤ）
- 86-エイティシックス-（新人〈女〉）
- かげきしょうじょ!!（堀口明菜）
- プラオレ!〜PRIDE OF ORANGE〜（小野真美）
- さんかく窓の外側は夜（女子生徒）
- Deep Insanity THE LOST CHILD（バーテンダー）
- 見える子ちゃん（磯﨑、長谷川）

2022年
- CUE!（陽菜のクラスメイト）
- 終末のハーレム（小雪）
- ダンス・ダンス・ダンスール（村尾ななこ）
- シャドーハウス（エヴリン / イヴ）
- ななし怪談（2022年 - 2023年、梵） - 2シリーズ
- シャインポスト（井の頭公園アナウンス）
- ぼっち・ざ・ろっく！（2022年 - 、後藤ひとり） - 2シリーズ
- 不滅のあなたへ（教会の女）
- メガトン級ムサシ（オペレーター）

2023年
- ポケットモンスター（2023年 - 2025年、ドット / ぐるみん、パモ、作業員）
- ワールドダイスター（寺原海洋）
- スキップとローファー（中学生女子）
- この素晴らしい世界に爆焔を!（魔剣の勇者の仲間）
- ライアー・ライアー（浦坂波留）
- 英雄教室（トロワ）
- お嬢と番犬くん（勝木）
- ちいかわ（2023年 - 2024年、グレーの子、あのこ）

2024年
- 治癒魔法の間違った使い方（ウルル）
- 烏は主を選ばない（藤波）
- 喧嘩独学（目黒ルミ）
- エグミレガシー（エンドオブザワールド、マラソンガールみずき）
- 僕の妻は感情がない（小杉あかり）
- モブから始まる探索英雄譚（神宮寺愛理）
- 時々ボソッとロシア語でデレる隣のアーリャさん（2024年 - 2026年、宮前乃々亜） - 2シリーズ
- 合コンに行ったら女がいなかった話（榛）

2025年
- 花は咲く、修羅の如く（箕原無花果）
- ある魔女が死ぬまで（メグ・ラズベリー）
- 日々は過ぎれど飯うまし（小川しのん）
- ブスに花束を。（鶯谷すみれ）
- フードコートで、また明日。（山本）
- 帝乃三姉妹は案外、チョロい。（帝乃三和）
- New PANTY & STOCKING with GARTERBELT（ギークガール / ガンスミスビッチ）
- ぐらんぶる（乙矢尚海）
- うたごえはミルフィーユ（環木鈴蘭）
- 転生悪女の黒歴史（イアナ・マグノリア）

### 劇場アニメ
2014年
- Wake Up, Girls! 七人のアイドル（七瀬佳乃）

2015年
- Wake Up, Girls! 青春の影（七瀬佳乃）
- Wake Up, Girls! Beyond the Bottom（七瀬佳乃）

2022年
- 映画 五等分の花嫁（大依 愛未）
- すずめの戸締まり

2024年
- i☆Ris the Movie -Full Energy!!-（ライブスタッフ）
- 劇場総集編ぼっち・ざ・ろっく！ Re:（後藤ひとり）
- 劇場総集編ぼっち・ざ・ろっく！ Re:Re:（後藤ひとり）
- 劇場版 オーバーロード 聖王国編（ネイア・バラハ）

### Webアニメ
- うぇいくあっぷがーるZOO!（2014年、ヨシノ、ライオンレッド、シャークネイビー、ウルフパープル、ベアーブルー）
- 中卒労働者から始める高校生活（2018年、片桐真彩[82]）
- ニンジャボックス シーズン2（2019年、ポニーちゃん）
- エレちゃん&キョーコの電気安全劇場（2020年、安全エレちゃん[83]）
- 賭ケグルイ双（2022年、女子美化委員）
- うまゆる（2022年 - 2023年、ツルマルツヨシ[84]）
- パモパモットパーモット!（2024年[85]）
- My Melody & Kuromi（2025年）
- うごく!ねこむかしばなし（2025年、キジトラ[86]）

### ゲーム
2013年
- Wake Up, Girls!（2013年 - 2018年、七瀬佳乃） - 2作品

2015年
- ミラクルガールズフェスティバル（七瀬佳乃）

2016年
- 俺タワー -Over Legend Endless Tower-（ハンディ粉塵計、沓石）
- 白猫プロジェクト（モニカ）
- 新約アルカナスレイヤー（絶対無償奉仕 ユーリエ）
- 輝星のリベリオン（ケット・シー）
- スターリーガールズ（パラス）
- 潜空のレコンキスタ（モーガン）
- ソウルリバース ゼロ（パンドラR、マリア・テレジア、ベアトリーチェ、ノエル・リリー、リリム）
- ドリフトガールズ（マージ）
- 刻のイシュタリア（春楡の炎拳プテレア、堅果の射手バラノス、白鳥の王女レダ、自律の雷王パルジャニヤ）
- ブレイブソード×ブレイズソウル（アラドヴァル、ロードオブヴァージン、数珠丸恒次）
- 征戦!エクスカリバー（マリーアントワネット、リリス・リラ）

2017年
- 武器よさらば（サミ）
- グリムノーツ（カオス・お菓子の魔女）
- りっく☆じあ〜す（熊本あおな、高遊原晴子、M26パーシング）

2018年
- ガールフレンド（仮）（2018年 - 2023年、伊勢谷里都）
- 妖怪三国志 国盗りウォーズ（孟獲）
- ときめきアイドル（青山つばさ）
- 天空のクラフトフリート（マーハ）

2019年
- ハイスクール・フリート 艦隊バトルでピンチ!（大谷由美子）
- メリーガーランド（フェリス）
- 東京コンセプション（サクヤ）
- クロス×ロゴス（鬼ヶ島桃太郎）
- 社長、バトルの時間です!（マコト）
- ワールドフリッパー（ヘルガ）

2020年
- 聖剣伝説3 TRIALS of MANA（エリオット、チチ）
- アークザラッド R（ミリル）

2021年
- アクション対魔忍（猪倉涼華）
- 共闘ことばRPG コトダマン（2021年 - 2024年、イフリートーン、チカマナフ、後藤ひとり）

2022年
- ウマ娘 プリティーダービー（2022年 - 2024年、ツルマルツヨシ）
- フードファンタジー（金糸蜜棗）
- きららファンタジア（後藤ひとり）

2023年
- グランブルーファンタジー（ノワール）
- THE CHASER（ベルモット、メーデイア）
- ブルーアーカイブ -Blue Archive-（2023年 - 2024年、朱城ルミ）
- ラングリッサー モバイル（ニンフ）
- キュービックスターズ（シャンテ）
- クイズRPG 魔法使いと黒猫のウィズ（アンドロマリウス / マリエ）
- デュエル・マスターズ プレイス（コットン）
- アナザーエデン 時空を超える猫（“白磁の魔人”ミュンファ）
- イースX -NORDICS-（ロザリンド・ラズヴェリ）

2024年
- ドラゴンクエストX 未来への扉とまどろみの少女 オンライン（ドロテア / ルーミリア）
- ガーディアンテイルズ（ウナ）
- De:Lithe Last Memories（月読ルナ）
- 鳴潮（今汐）
- リルヤとナツカの純白な嘘（イヌイ・サーリヤルヴィ）
- ウマ娘 プリティーダービー 熱血ハチャメチャ大感謝祭!（ツルマルツヨシ）
- Death end re;Quest Code Z（火渡さや香）
- プリンセスコネクト!Re:Dive（イロハ）
- アッシュエコーズ（マーガレット・リュウ）
- 時々ボソッとロシア語でデレる隣のアーリャさん パズルパーティー！（宮前乃々亜）
- ファイアーエムブレム ヒーローズ（2024年 - 2025年、ヘズ）

2025年
- ユミアのアトリエ ～追憶の錬金術士と幻創の地～（レイニャ）
- レスレリアーナのアトリエ 〜千の国々と万物の管理者〜（レイニャ）
- ファンタジーライフi グルグルの竜と時を盗む少女（ミラ）
- モンスターストライク（後藤ひとり）
- KANADE（亜希）

### ドラマCD
- 全豚に告ぐ!これで痩せなきゃお前は終わりだ!ダイエットCD（2015年、宝城院茜[149]）
- 世界最強の魔王ですが誰も討伐しにきてくれないので、勇者育成機関に潜入することにしました。ドラマCD「魔王様監督? 適性試験実施」（リズ[150]）

### 吹き替え

#### 映画
- ミュータント・ワールド（2015年、セイディ〈アシャンティ〉[151]）
- ファイナル・ガールズ 惨劇のシナリオ（2015年、アマンダ（ナンシー）〈マリン・アッカーマン〉）

#### テレビドラマ
- ザ・ラストシップ（2015年、アシュリー・チャンドラー〈Grace Kaufman（英語版）〉[152]）

#### アニメ
- きかんしゃトーマス（2019年 - 2022年、ニア）※第22シリーズより第24シリーズまで
  - きかんしゃトーマス Go!Go!地球まるごとアドベンチャー
  - きかんしゃトーマス チャオ!とんでうたってディスカバリー!!
  - きかんしゃトーマス おいでよ!未来の発明ショー!
- 攻略うぉんてっど!〜異世界救います!?〜（2023年、ナグ[153]）

### オーディオブック
- 小説版 Wake Up, Girls! それぞれの姿（2015年、七瀬佳乃[154]）
- とある飛空士への恋歌 1〜5（2019年、ニナ、マヌエル[155][156][157][158][159][160][161]）
- 芸人ディスティネーション 1〜2（2019年 - 2020年、左雨屋雫[162][163][164]）
- 【新釈】走れメロス 他四篇（2019年[165]）
  - 藪の中（主演女優の友人）
  - 走れメロス（須磨さん）
  - 桜の森の満開の下（女）
- 最強職《竜騎士》から初級職《運び屋》になったのに、なぜか勇者達から頼られてます（2019年、コハク ほか[166]）
- 世界最強の魔王ですが誰も討伐しにきてくれないので、勇者育成機関に潜入することにしました。1〜2（2020年、リズ、ルミエル[167][168][169]）
- 明日の世界で星は煌めく（2020年、榊帆乃夏[164]）
- ほま高登山部ダイアリー（2021年、之々星縁[170]）
- 一等星の恋（2021年[171]）
- 漂海のレクキール（2021年、サリュー・カトラ・レヘルレヴィ[172]）
- フリック＆ブレイク（2022年、鶴舞舞羽[158]）
- EXMOD 思春期ノ能力者（2023年、小日向世衣 ほか[173]）
- 魔女と猟犬（2023年、カプチノ、フェロカクタス ほか[174]）
- ホラー女優が天才子役に転生しました 〜今度こそハリウッドを目指します!〜（2023年、星空つぐみ/桐生鶫[175]）

### ボイスドラマ
- 声優魂ドラマシアター『時が止まった』（ナレーション[176]）
- チートを作れるのは俺だけ〜無能力だけど世界最強〜（2018年、コハク 役[177]）

### ナレーション
- 『ホテル・ファーイースト〜裏切りの街のアリス』プロモーションビデオ（2015年6月22日、YouTube）[178]
- 『太極仙華伝〜頭上注意!花嫁は木から落ちてくる〜』プロモーションビデオ（2015年7月8日、YouTube）[179]
- 『杉江大志の釣りたいしっ！』（2022年9月4日 - 2022年12月4日[180]）
- 『NoASOBI のあそび 僕は小鳥になりたい』（2024年3月26日、NHK BS4K、NHK BS）[181][182]
- 『劇場版「オーバーロード」聖王国編 劇場公開直前記念番組』（2024年9月19日、TOKYO MX）[183]

### デジタルコミック
- ココロ・ボタン（2016年、春日新菜）
- 鬼怒川さんは圧がつよい（2019年、鬼怒川万桜[184][185]）
- 星旅少年（2022年、文房具屋店長[186]）
- 酒と恋には酔って然るべき（2023年、藤井松子[187]）
- 未亡人エルフの金森さん（2023年、金森さん[188]）

### ラジオ
※はインターネット配信。
- Wake Up, Radio!（2014年 - 2015年、ニコニコ動画 超!アニメディアチャンネル※）不定期パーソナリティ[189]
- ナビコレ!?（2014年、熊本シティエフエム）
- 青山吉能 聞いとっと!?よしのモン。・*・:≡(　ε:)（2014年、熊本シティエフエム・アニメイトTV※）[8][10]
- Wake Up, Girls!のオールナイトニッポンモバイル（2014年 - 2016年、Radital※・オールナイトニッポンモバイル※）不定期パーソナリティ[190]
- DIVE II Station New Generations!（2014年 - 2016年、文化放送）不定期パーソナリティ[191]
- Wake Up, Girls!のオールナイトスッポン（2016年 - 2017年、Radital※・9129スッポン放送※）不定期パーソナリティ[192]
- Wake Up, Girls!のがんばっぺレディオ!（2016年 - 2018年、音泉※・HiBiKi Radio Station※）不定期パーソナリティ[193]
- 恋愛暴君暴れん坊ラジオ（2017年、HiBiKi Radio Station※[194]）
- Wake Up, Girls!とRun Girls, Run!のオールナイトニッポンi（2017年 - 2018年、オールナイトニッポンi※）不定期パーソナリティ[195]
- 大坪由佳・青山吉能の週末、何してる?（2018年 - 2019年、FRESH! 響チャンネル※[196]）
- 大坪由佳・青山吉能の週末、何してる!?（2019年 - 2020年、ニコニコチャンネル 響ラジオチャンネル※[197]）
- 青山吉能と高木美佑が送る、マイナスイオンたっぷりのヒーリングラジオ。略して、「−マイラジ」（2019年 - 2023年、ニコニコ生放送※[198]）
- サタデーミュージックバトル 天野ひろゆき ルート930（2020年、ニッポン放送）アシスタントパーソナリティ[199]
- たかぴぃのクリエイターズ ミッドナイト（2020年、InterFM[200]）
- 青山吉能と前田佳織里 金曜日のしじみ（2021年 - 、ニッポン放送 PODCAST STATION[201]※）
- 超!A&G+マンスリースペシャル 青山吉能のわくわくじゃんぼりー！（2022年、超!A&G+※）
- コクドル！ WEBラジオ「るーとなびげーしょん！」（2022年 - 2024年、YouTube※、ニコニコ動画※）
- ぼっち・ざ・らじお！（2022年 - 、音泉※・YouTube※）
- 青山吉能と高木美佑の、締め切りは月曜15時です!!（2023年 - 、ニコニコチャンネルプラス※）
- 青山吉能と前田佳織里のオールナイトニッポンX（2023年8月10日、ニッポン放送[202]）
- 青山吉能のyorisoi（2025年 -、エフエム熊本[203]）
- 帝乃三姉妹は案外、おしゃべり。（2025年 -、TOKYO FM）

### 舞台
- SOLID STARプロデュースVol.5 「負けんな漫研！」（2015年10月31日、新宿村LIVE[204]） - 本人役[205]
- 舞台 Wake Up, Girls! 青葉の記録（2017年1月19日 - 22日、AiiA Theater Tokyo） - 七瀬佳乃 役[206]
  - 舞台 Wake Up, Girls! 青葉の軌跡（2018年6月6日 - 10日、草月ホール） [207]

### 朗読劇
- Wake Up, Girls！トレーディングコレクションスペシャルイベント (2016年12月4日、AKIBAカルチャーズ劇場)[208]
- 声の優れた俳優によるドラマリーディング日本文学名作選 vol.4 「三四郎／門」（2017年5月2日・4日、紀伊國屋サザンシアター TAKASHIMAYA）[209]
- 音楽朗読劇『レ・ミゼラブル』（2019年8月11日、TOKYO FM HALL）コゼット他 役[210]
- 日本の古典シリーズ朗読劇『源氏物語〜奥ゆかしき恋の果て〜』（2019年8月23日、TOKYO FM HALL）女性たち 役[211]
- toshiLOG vol.4 朗読劇「あの星に願いを」（2019年11月6日 - 10日 、新宿シアターブラッツ）
- 朗読劇「スマホを落としただけなのに 囚われの殺人鬼」（2020年1月12日・16日・19日、博品館劇場[212]）
- 音楽朗読劇「嵐が丘」（2020年2月20日、TOKYO FM HALL）キャサリン/キャシー 役
- toshiLOG 朗読劇「さよならのかわりに」（2020年3月12日・15日 、R'sアートコート）徳永椿 役[213]
- 声のプロフェッショナルが奏でる日本文学「吾輩は猫である　ーはじまりの漱石ー」（2020年10月29日、紀伊國屋サザンシアター TAKASHIMAYA）奥さん　寒月他 役[214]
- 朗読で描くミステリー「シャーロック・ホームズ〜特別なあのひと〜」（2021年1月9日、紀伊國屋サザンシアター TAKASHIMAYA）アイリーン・アドラー 役[215]
- 【うち劇】チョコレートはミツの味（2021年2月14日、インターネット配信）海老名晴海 役[216]
- THE ROUDOKU2「一等星の恋」（2021年10月25日[171]、シアターミクサ）
- 4月の花嫁（2023年4月29日 - 30日、バトゥール東京 チャペルブランカ）
- 朗読劇『あの星に願いを』（2023年5月24日 - 28日、CBGKシブゲキ!!） - 山口星羅 役（ ※ 南早紀とのダブルキャスト）[217]

### インターネットテレビ
- 山本寛アワー ワグっていいとも!（2013年11月8日 - 2014年3月28日、ニコニコ生放送）
- Wake Up, Radio!（生）（2014年5月11日 - 2015年12月16日、ニコニコ生放送）不定期出演
- ライブダムカンパニー（#10 - 、2016年1月31日 - 、ニコニコ動画、YouTube）
- START SELECT LR（2016年7月12日 - 2016年12月20日、ニコニコ生放送、YouTube Live、LINE LIVE、AbemaTV FRESH!）
- 超アステリズム放送室（2016年12月20日 - 2017年4月12日、YouTube・ニコニコ動画） - 第4回までは『アステリズム放送室』[218][219]
- 青山吉能の可能性に挑戦！（2019年5月14日 - 2022年7月24日・2023年2月25日、ニコニコ生放送[220]）
- 青山吉能のどうぞよしのに（2023年3月16日 - 、ニコニコ生放送、YouTube[221]）

### テレビ番組
- わぐばん!（2015年7月15日 - 9月30日、テレビ東京）
- みんなで語る番組 かたりぽTV まっち×ボイス♪（2019年2月9日・3月9日、TOKYO MX）[222][223][224][225]
- 神ゲー創造主エボリューション（2023年2月24日、NHK） - 神エボ神(神エボちゃん)の声[226][227]
- 踊る!さんま御殿!!（2023年6月20日、日本テレビ）[228]

### テレビドラマ
- とある金曜日、LINEの中で（2019年9月13日、TOKYO MX） - アッキー役 ※声の出演[229]

### CM
- 『ホテル・ファーイースト』&『太極仙華伝』15秒CM（2015年7月3日、YouTube）[230]
- アサヒ飲料「カルピス」ブランド100周年記念ミュージックビデオ×アニメーション企画「タナバタノオト」（2019年6月25日 - 7月5日、YouTube）ナナセ[231][232]
- 日本中央競馬会ブランドCM「今日、わたしの物語が走ります。Another side篇」（2023年）歌手[233]
- やわもちお パフェいちご大福紹介（2024年、YouTube、TVer）[234]
- アサヒ飲料「ドデカミン」ファミリーマート店内放送CM（2024年9月-）[235]

### 映像商品
- 灼熱の卓球娘 スペシャルイベント 雀が原中学VSもず山中学（2017年6月30日発売）[236]

### パチンコ・パチスロ
- ぱちんこ ガラスの仮面（2020年、乙部のりえ[237]）
- P大工の源さん 超韋駄天（2020年、桐島カンナ[238]）
- パチスロ Wake Up, Girls！Seven Memories（2021年、七瀬佳乃、青山吉能[239]）

### ASMR
- UNLUCKY LOVE 〜九州弁の幼馴染〜（2021年[240]、住吉花）
- 真面目系な放送委員ちゃんと放送室でわちゃわちゃイチャイチャ♪（2023年、水上なぎさ）
- 『隣の席の女の子』ASMR〜隣の席の子が髪を切ったら美少女だった!〜（2023年、黒川さん）
- おしごとねいろ 〜教習所編〜（2023年、山田妃奈）

### その他コンテンツ
- 温泉むすめ（人吉青井）[241]
- 声優魂 熊本大会 PV「夢には舞台が必要だ。」[242]
- 国際声優コンテスト 声優魂 第5回九州大会 (ゲスト)　[243]
- こぐま会 お話の聞き取り問題集[244]
- りっく☆じあーす（熊本あおな、高遊原晴子、M26 パーシング）
- 恋シチュ「頑張ってるね新入社員」[245]
- わきことせりこ（2019年 -、HiBiKi Radio Station）[246] 第2回からの番組題字[247]。第1回には電話出演も[248]。
- 国際声優コンテスト 声優魂 in 京まふ2019（ゲスト声優審査員）[249]
- カードラボ 店内放送（2020年、ナレーション[250]）
- テキスト読み上げソフト「CeVIO AI トークボイス」用ライブラリ 小春六花（2021年）[251][252]
- 歌唱音声合成ソフト「Synthesizer V」「Synthesizer V AI」用ライブラリ 小春六花（2021年）[252]
- キャラクタープロジェクト『コクドル！』（2022年、三門司[253]）
- テキスト読み上げソフト「VOICEPEAK」用ライブラリ 小春六花（2023年）
- 漫画『OMORI』コミックス第2巻発売記念PV（2025年、オーブリー[254]）

## ディスコグラフィ

### 配信限定シングル
| 発売日         | タイトル       | 規格               | 備考 |
| -------------- | -------------- | ------------------ | --- |
| 2022年3月9日   | Page           | デジタル・シングル | |
| 2022年7月27日  | あやめ色の夏に | デジタル・シングル | 文化放送「CultureZ」7月度エンディングテーマ（2022年） BS11「アニゲー☆イレブン!」8月度エンディングテーマ（2022年） |
| 2022年12月14日 | My Tale        | デジタル・シングル | BS11「アニゲー☆イレブン!」1月度エンディングテーマ（2023年）                                                       |
| 2023年9月27日  | 空飛ぶペンギン | デジタル・シングル | BS11「アニゲー☆イレブン!」11月度エンディングテーマ（2023年）                                                      |
| 2024年2月28日  | Flowery        | デジタル・シングル | BS11「アニゲー☆イレブン!」3月度エンディングテーマ（2024年）                                                       |

### アルバム
|        | 発売日        | タイトル   | 規格品番                                                                                       | 規格品番  | オリコン 最高位 | 備考    |
| 限定盤 | 発売日        | タイトル   | 通常盤                                                                                         |           | オリコン 最高位 | 備考    |
| ------ | ------------- | ---------- | ---------------------------------------------------------------------------------------------- | --------- | --------------- | ------- |
| 1st    | 2023年3月8日  | la valigia | TEI-280 （テイチクオンライン限定盤） TEI-286 （アニメイト限定盤） TEI-287 （ゲーマーズ限定盤） | TECI-1797 | 25位            | [ 262 ] |
| 1st    | 2025年4月30日 | Fluctus    | TEI-329 （テイチクオンライン限定盤） TEI-333 （アニメイト限定盤） TEI-334 （ゲーマーズ限定盤） | TECI-1839 | -               | -       |

### 映像作品
| 発売日        | タイトル                                   | 規格品番 | 備考                   |
| ------------- | ------------------------------------------ | -------- | ---------------------- |
| 2023年7月26日 | 青山吉能 Live Blu-ray されど空の青さを知る | TEI-290  | テイチクオンライン限定 |

### キャラクターソング
| 発売日         | 商品名                                                                                  | 歌 | 楽曲 | 備考                                                            |
| -------------- | --------------------------------------------------------------------------------------- | --- | --- | --------------------------------------------------------------- |
| 2014年12月3日  | Wake Up, Girls!Character song series 七瀬佳乃                                           | 七瀬佳乃（青山吉能） | 「ステラ・ドライブ」 「ワグ・ズーズー」 | テレビアニメ『Wake Up, Girls!』関連曲                           |
| 2016年2月3日   | ハッカドール ハッカソング2号                                                            | ゆっぴー（青山吉能） | 「Doesn't Know Anything」 | テレビアニメ『ハッカドール THE あにめ〜しょん』関連曲           |
| 2016年9月28日  | Wake Up, Girls!Character song series2 七瀬佳乃                                          | 七瀬佳乃（青山吉能） | 「青い月のシャングリラ」 「HIGAWARI PRINCESS」 | テレビアニメ『Wake Up, Girls!』関連曲                           |
| 2017年2月22日  | 灼熱の卓球娘ダブルスソングシリーズ5 蠍田&由良木                                         | 蠍田幸子（立花理香）、由良木ゆら（青山吉能） | 「サプライジング★ルーキー」 「もず山中学校校歌」 | テレビアニメ『灼熱の卓球娘』関連曲                              |
| 2017年5月24日  | 「スキ」を教えて                                                                        | グリ（青山吉能） | 「「スキ」を教えてください」 | テレビアニメ『恋愛暴君』関連曲                                  |
| 2017年11月24日 | 悠久のユーフォリア ハイレゾ・コンテンツBOOK Vol.1                                       | 蒼茫のユユ・ブルースピリット（青山吉能） | 「アオ」 | 『悠久のユーフォリア』関連曲                                    |
| 2017年12月20日 | Wake Up, Girls!Character song series3 七瀬佳乃                                          | 七瀬佳乃（青山吉能） | 「Dice of Life!」 「Non stop diamond hope」 | テレビアニメ『Wake Up, Girls! 新章』関連曲                      |
| 2018年1月17日  | DREAMING-ING!!                                                                          | ときめきアイドル project | 「DREAMING-ING!!」 「トキメキ☆ミライ」 | ゲーム『ときめきアイドル』関連曲                                |
| 2018年1月17日  | DREAMING-ING!!                                                                          | 青山つばさ（青山吉能） | 「DREAMING-ING!!」 | ゲーム『ときめきアイドル』関連曲                                |
| 2018年7月11日  | カン違いSummer Days                                                                     | ときめきアイドル project | 「カン違いSummer Days」 | ゲーム『ときめきアイドル』関連曲                                |
| 2018年7月11日  | カン違いSummer Days                                                                     | ときめきアイドル project | 「ray after rain」 | ゲーム『ときめきアイドル』関連曲                                |
| 2018年9月5日   | ときめきアイドル Song Collection                                                        | ときめきアイドル project | 「トキメキ☆ミライ」 「カン違いSummer Days」 「DREAMING-ING!!」 | ゲーム『ときめきアイドル』関連曲                                |
| 2018年9月5日   | ときめきアイドル Song Collection                                                        | ときめきアイドル project | 「闘え！ダダンダーンV」 | ゲーム『ときめきアイドル』関連曲                                |
| 2018年9月5日   | ときめきアイドル Song Collection                                                        | 青山つばさ（青山吉能） | 「カン違いSummer Days」 | ゲーム『ときめきアイドル』関連曲                                |
| 2019年3月13日  | Believers-ING!!                                                                         | ときめきアイドル project "Rhythmixxx" | 「Believers-ING!!」 | ゲーム『ときめきアイドル』関連曲                                |
| 2019年3月13日  | Believers-ING!!                                                                         | 青山つばさ（青山吉能） | 「Believers-ING!!」 | ゲーム『ときめきアイドル』関連曲                                |
| 2019年6月12日  | 絆 -resonance-                                                                          | ときめきアイドル project | 「セツナセカイ」 | ゲーム『ときめきアイドル』関連曲                                |
| 2019年6月12日  | 絆 -resonance-                                                                          | ときめきアイドル project "Rhythmixxx" | 「トキメキ☆ミライ（Rhythmixxx Ver.）」 | ゲーム『ときめきアイドル』関連曲                                |
| 2019年9月4日   | ときめきアイドル Song Collection02                                                      | ときめきアイドル project "Rhythmixxx" | 「Believers-ING!!」 | 『ときめきアイドル』関連曲                                      |
| 2019年9月4日   | ときめきアイドル Song Collection02                                                      | ときめきアイドル project | 「ray after rain」 | 『ときめきアイドル』関連曲                                      |
| 2019年9月4日   | ときめきアイドル Song Collection02                                                      | ときめきアイドル project | 「セツナセカイ」 | 『ときめきアイドル』関連曲                                      |
| 2019年9月4日   | ときめきアイドル Song Collection02                                                      | ときめきアイドル project | 「闘え！ダダンダーンＶ Another Mix」 | 『ときめきアイドル』関連曲                                      |
| 2019年10月16日 | 温泉むすめコンプリートアルバム Vol.3                                                    | 阿蘇ほむら（髙橋麻里）、飯坂真尋（吉岡茉祐）、人吉青井（青山吉能） | 「追伸、ありがとう」 | 『温泉むすめ』関連曲                                            |
| 2020年9月16日  | キボウノウタ                                                                            | 青山つばさ（青山吉能） | 「僕らのステキ」 | 『ときめきアイドル』関連曲                                      |
| 2020年12月16日 | Keep the Faith                                                                          | ときめきアイドル project "Rhythmixxx" | 「Keep the Faith」 | 『ときめきアイドル』関連曲                                      |
| 2020年12月16日 | Keep the Faith                                                                          | 青山つばさ（青山吉能） | 「Keep the Faith」 | 『ときめきアイドル』関連曲                                      |
| 2021年3月10日  | ときめきアイドル Song Collection03                                                      | 青山つばさ（青山吉能） | 「僕らのステキ」 「my way, my answer」 「my way, my answer（Game Ver.）」                                                                                                | 『ときめきアイドル』関連曲                                      |
| 2021年3月10日  | ときめきアイドル Song Collection03                                                      | ときめきアイドル project "Rhythmixxx" | 「Keep the Faith」 | 『ときめきアイドル』関連曲                                      |
| 2021年3月10日  | ときめきアイドル Song Collection03                                                      | ときめきアイドル project | 「my way, my answer」 | 『ときめきアイドル』関連曲                                      |
| 2021年3月10日  | ときめきアイドル Song Collection03                                                      | ときめきアイドル project | 「カン違いSummer Days -Another Mix-」 | 『ときめきアイドル』関連曲                                      |
| 2021年7月15日  | 『共闘ことばRPG コトダマン』ゴッドインジャパン2021 スペシャルミニアルバム               | ウンディーヴァ（岩橋由佳）、イフリートーン（青山吉能） | 「恋の旋律」 | ゲーム『共闘ことばRPG コトダマン』関連曲                        |
| 2021年7月15日  | 『共闘ことばRPG コトダマン』ゴッドインジャパン2021 スペシャルミニアルバム               | イフリートーン（青山吉能） | 「恋の旋律」 | ゲーム『共闘ことばRPG コトダマン』関連曲                        |
| 2021年11月24日 | ファイオー・ファイト!                                                                   | SMILE PRINCESS | 「ファイオー・ファイト！」 | テレビアニメ『プラオレ！〜PRIDE OF ORANGE〜』オープニングテーマ |
| 2021年11月24日 | ファイオー・ファイト!                                                                   | SMILE PRINCESS | 「be Cute」 | テレビアニメ『プラオレ！〜PRIDE OF ORANGE〜』関連曲             |
| 2021年12月22日 | プラオレ！〜PRIDE OF ORANGE〜 BD第1巻特典CD                                             | SMILE PRINCESS | 「ハレ、のちドリーミンぐっ！〇」 | テレビアニメ『プラオレ！〜PRIDE OF ORANGE〜』挿入歌             |
| 2022年2月23日  | プラオレ！〜PRIDE OF ORANGE〜 BD第3巻特典CD                                             | 小野真美（青山吉能） | 「ファイオー・ファイト！」 | テレビアニメ『プラオレ！〜PRIDE OF ORANGE〜』関連曲             |
| 2022年6月22日  | Route Mapping!                                                                          | ROAD STAR'S | 「Route Mapping!」 | 『コクドル！』テーマソング                                      |
| 2022年7月11日  | 『共闘ことばRPG コトダマン』ゴッドインジャパン2022 スペシャルミニアルバム               | ウインテット | 「繋ぐコトバ」 | ゲーム『共闘ことばRPG コトダマン』関連曲                        |
| 2022年7月11日  | 『共闘ことばRPG コトダマン』ゴッドインジャパン2022 スペシャルミニアルバム               | イフリートーン（青山吉能） | 「繋ぐコトバ」 | ゲーム『共闘ことばRPG コトダマン』関連曲                        |
| 2022年8月24日  | SMILE PRINCESS BEST FACE OFF                                                            | Eyeslink | 「sympathy melody」 | テレビアニメ『プラオレ！〜PRIDE OF ORANGE〜』関連曲             |
| 2022年12月28日 | 結束バンド                                                                              | 結束バンド［後藤ひとり（青山吉能）］ | 「転がる岩、君に朝が降る」 | テレビアニメ『ぼっち・ざ・ろっく！』エンディングテーマ          |
| 2022年12月28日 | ぼっち・ざ・ろっく！ BD / DVD 完全生産限定版特典CD「オリジナルサウンドトラック vol.1」  | 後藤ひとり（青山吉能） | 「押し入れより愛をこめて」 「風邪ひけの唄」 「カクテルの唄」 「ダブル黒歴史ぼっち弾き語りversion」 「その日入った新人より使えないダメバイトのエレジー」 「ギターは友達」 | テレビアニメ『ぼっち・ざ・ろっく！』劇中歌                      |
| 2023年2月8日   | ウマ娘 プリティーダービー WINNING LIVE 10                                               | ツルマルツヨシ（青山吉能） | 「Play Again」 | ゲーム『ウマ娘 プリティーダービー』関連曲                       |
| 2023年2月8日   | ウマ娘 プリティーダービー WINNING LIVE 10                                               | トウカイテイオー（Machico）、マルゼンスキー（Lynn）、タイキシャトル（大坪由佳）、グラスワンダー（前田玲奈）、メジロライアン（土師亜文）、ナイスネイチャ（前田佳織里）、ダイタクヘリオス（山根綺）、サクラチヨノオー（野口瑠璃子）、ツルマルツヨシ（青山吉能）、ヤマニンゼファー（今泉りおな）、シンボリクリスエス（春川芽生）、タニノギムレット（松岡美里）、ダイイチルビー（礒部花凜）、ケイエスミラクル（佐藤日向） | 「うまぴょい伝説」 | ゲーム『ウマ娘 プリティーダービー』関連曲                       |
| 2023年3月29日  | アニメ『うまゆる』アルバム                                                              | ウオッカ（大橋彩香）、ダイワスカーレット（木村千咲）、ツルマルツヨシ（青山吉能）、シンボリクリスエス（春川芽生）、タニノギムレット（松岡美里） | 「ゆるパカHAPPY DAYS!」 | Webアニメ『うまゆる』エンディングテーマ                         |
| 2023年3月29日  | アニメ『うまゆる』アルバム                                                              | スペシャルウィーク（和氣あず未）、サイレンススズカ（高野麻里佳）、トウカイテイオー（Machico）、マルゼンスキー（Lynn）、オグリキャップ（高柳知葉）、ゴールドシップ（上田瞳）、ウオッカ（大橋彩香）、ダイワスカーレット（木村千咲）、グラスワンダー（前田玲奈）、メジロマックイーン（大西沙織）、エルコンドルパサー（髙橋ミナミ）、テイエムオペラオー（徳井青空）、シンボリルドルフ（田所あずさ）、エアグルーヴ（青木瑠璃子）、アグネスデジタル（鈴木みのり）、セイウンスカイ（鬼頭明里）、ファインモーション（橋本ちなみ）、マヤノトップガン（星谷美緒）、ユキノビジン（山本希望）、アグネスタキオン（上坂すみれ）、イナリワン（井上遥乃）、ウイニングチケット（渡部優衣）、エアシャカール（津田美波）、トーセンジョーダン（鈴木絵理）、ナカヤマフェスタ（下地紫野）、ナリタタイシン（渡部恵子）、ハルウララ（首藤志奈）、マチカネフクキタル（新田ひより）、メイショウドトウ（和多田美咲）、キングヘイロー（佐伯伊織）、マチカネタンホイザ（遠野ひかる）、ダイタクヘリオス（山根綺）、ツインターボ（花井美春）、シリウスシンボリ（ファイルーズあい）、ツルマルツヨシ（青山吉能）、シンボリクリスエス（春川芽生）、タニノギムレット（松岡美里）、ハッピーミーク（吉咲みゆ） | 「うまぴょい伝説（Game Size）」 | Webアニメ『うまゆる』エンディングテーマ                         |
| 2023年3月29日  | ウマ娘 プリティーダービー WINNING LIVE 11                                               | トウカイテイオー（Machico）、ウオッカ（大橋彩香）、シンボリルドルフ（田所あずさ）、ツルマルツヨシ（青山吉能）、タニノギムレット（松岡美里） | 「Everlasting BEATS」 | ゲーム『ウマ娘 プリティーダービー』関連曲                       |
| 2023年3月29日  | ウマ娘 プリティーダービー WINNING LIVE 11                                               | スペシャルウィーク（和氣あず未）、トウカイテイオー（Machico）、ウオッカ（大橋彩香）、テイエムオペラオー（徳井青空）、ナリタブライアン（衣川里佳）、シンボリルドルフ（田所あずさ）、マヤノトップガン（星谷美緒）、マンハッタンカフェ（小倉唯）、アグネスタキオン（上坂すみれ）、アドマイヤベガ（咲々木瞳）、マーベラスサンデー （三宅麻理恵）、ミスターシービー（天海由梨奈）、ツインターボ（花井美春）、サトノダイヤモンド（立花日菜）、キタサンブラック（矢野妃菜喜）、ツルマルツヨシ（青山吉能）、サクラローレル（真野美月）、ナリタトップロード（中村カンナ）、シンボリクリスエス（春川芽生）、タニノギムレット（松岡美里）、メジロラモーヌ（東山奈央）、サトノクラウン（鈴代紗弓）、シュヴァルグラン（夏吉ゆうこ）、ジャングルポケット（藤本侑里）、カツラギエース（藤原夏海） | 「うまぴょい伝説」 | ゲーム『ウマ娘 プリティーダービー』関連曲                       |
| 2023年5月24日  | 光の中へ                                                                                | 結束バンド | 「光の中へ」 | テレビアニメ『ぼっち・ざ・ろっく！』関連曲                      |
| 2023年6月7日   | -                                                                                       | シャンテ（青山吉能） | 「Starry Hope」 | ゲーム『キュービックスターズ』関連曲                            |
| 2023年8月3日   | -                                                                                       | ニンフ（青山吉能） | 「不滅のヒカリ」 | ゲーム『ラングリッサー モバイル』5周年テーマソング              |
| 2023年8月23日  | fakey merry game                                                                        | SMILE PRINCESS | 「fakey merry game」 | テレビアニメ『ライアー・ライアー』エンディングテーマ            |
| 2023年8月23日  | fakey merry game                                                                        | SMILE PRINCESS | 「Revolution No.1」 | ゲーム『プラオレ！ 〜SMILE PRINCESS〜』挿入歌                   |
| 2023年9月16日  | ウマ娘 プリティーダービー Solo Vocal Tracks Vol.7 5th EVENT ARENA TOUR GO BEYOND -GAZE- | ツルマルツヨシ（青山吉能） | 「Everlasting BEATS（Game Size）」 | ゲーム『ウマ娘 プリティーダービー』関連曲                       |
| 2023年12月27日 | RVR〜ライジングボルテッカーズラップ〜                                                   | リコ（鈴木みのり）、ロイ（寺崎裕香）、フリード（八代拓）、オリオ（佐倉綾音）、マードック（三宅健太）、モリー（真堂圭）、ランドウ（塾一久）、ぐるみん（青山吉能） | 「RVR〜ライジングボルテッカーズラップ〜」 | テレビアニメ『ポケットモンスター (2023)』エンディングテーマ     |
| 2023年12月27日 | RVR〜ライジングボルテッカーズラップ〜                                                   | リコ（鈴木みのり）、ロイ（寺崎裕香）、ドット（青山吉能） | 「RVR〜ライジングボルテッカーズラップ〜 - ドットVer.」 | テレビアニメ『ポケットモンスター (2023)』エンディングテーマ     |
| 2023年12月27日 | RVR〜ライジングボルテッカーズラップ〜                                                   | リコ（鈴木みのり）、ロイ（寺崎裕香）、ぐるみん（青山吉能） | 「RVR〜ライジングボルテッカーズラップ〜 - ぐるみんVer.」 | テレビアニメ『ポケットモンスター (2023)』エンディングテーマ     |
| 2024年1月24日  | ウマ娘 プリティーダービー WINNING LIVE 15                                               | スペシャルウィーク（和氣あず未）、ライスシャワー（石見舞菜香）、スマートファルコン（大和田仁美）、トーセンジョーダン（鈴木絵理）、ナイスネイチャ（前田佳織里）、キングヘイロー（佐伯伊織）、メジロパーマー（のぐちゆり）、ツルマルツヨシ（青山吉能）、サクラローレル（真野美月）、ヒシミラクル（春日さくら） | 「Comeback Story V」 | ゲーム『ウマ娘 プリティーダービー』関連曲                       |
| 2024年1月24日  | ウマ娘 プリティーダービー WINNING LIVE 15                                               | スペシャルウィーク（和氣あず未）、ライスシャワー（石見舞菜香）、スマートファルコン（大和田仁美）、ゼンノロブロイ（照井春佳）、トーセンジョーダン（鈴木絵理）、ナイスネイチャ（前田佳織里）、キングヘイロー（佐伯伊織）、メジロパーマー（のぐちゆり）、サトノダイヤモンド（立花日菜）、キタサンブラック（矢野妃菜喜）、ツルマルツヨシ（青山吉能）、サクラローレル（真野美月）、ネオユニヴァース（白石晴香）、ヒシミラクル（春日さくら） | 「うまぴょい伝説」 | ゲーム『ウマ娘 プリティーダービー』関連曲                       |
| 2024年6月26日  | ミステリアスソーダ                                                                      | 月読ルナ（青山吉能） | 「そっと不可思議へ」 | ゲーム『De:Lithe Last Memories』関連曲                          |
| 2024年7月10日  | あなたが私のエグミレガシー                                                              | エンドオブザワールド（青山吉能） | 「あなたが私のエグミレガシー」 | テレビアニメ「エグミレガシー」劇中歌                            |
| 2024年8月18日  | MOVE ON BABY                                                                            | SMILE PRINCESS | 「MOVE ON BABY」 | テレビアニメ『モブから始まる探索英雄譚』第7話エンディング       |
| 2024年8月18日  | MOVE ON BABY                                                                            | SMILE PRINCESS | 「PRINCESS PRIDE」 |                                                                 |
| 2024年11月20日 | BRAIN HACK                                                                              | Parabola | 「BRAIN HACK」 「勇者 －アカペラアレンジver.－」 | 『うたごえはミルフィーユ』関連曲                                |
| 2024年11月27日 | プリンセスコネクト！Re:Dive PRICONNE CHARACTER SONG 42                                  | ノゾミ（日笠陽子）、ルイズマリー（鈴代紗弓）、イロハ（青山吉能）、ソノ（井上ほの花） | 「Dance in the Fragrance」 | ゲーム『プリンセスコネクト！Re:Dive』挿入歌                     |
| 2025年4月23日  | うたごえハイシックス/STAY GOLD                                                          | Parabola | 「STAY GOLD」 | 『うたごえはミルフィーユ』関連曲                                |
| 2025年6月18日  | TVアニメ「ある魔女が死ぬまで」オリジナル・サウンドトラック                              | メグ・ラズベリー（青山吉能） | 「奇跡の続きへ！」 | テレビアニメ『ある魔女が死ぬまで』関連曲                        |
| 2025年6月25日  | プリンセスコネクト！Re:Dive PRICONNE CHARACTER SONG 49                                  | ルイズマリー（鈴代紗弓）、イロハ（青山吉能）、ソノ（井上ほの花） | 「レキメキ！」 | ゲーム『プリンセスコネクト！Re:Dive』挿入歌                     |
| 2025年7月8日   | TVアニメ「フードコートで、また明日。」エンディングテーマ                                | 和田と山本 | 「となりあわせ」 | テレビアニメ『フードコートで、また明日。』エンディングテーマ    |
| 2025年10月1日  | 帝乃三姉妹と優の、キャラソン。                                                          | 帝乃三和（青山吉能） | 「Sunrise Prism」 | テレビアニメ『帝乃三姉妹は案外、チョロい。』エンディングテーマ  |
| 2025年10月1日  | 帝乃三姉妹と優の、キャラソン。                                                          | 帝乃一輝（天海由梨奈）、帝乃二琥（古賀葵）、帝乃三和（青山吉能） | 「3Piece Heart+1」 | テレビアニメ『帝乃三姉妹は案外、チョロい。』関連曲              |

### その他参加楽曲
| 発売日         | 商品名                                                    | 歌 | 楽曲                                                  | 備考 |
| -------------- | --------------------------------------------------------- | --- | ----------------------------------------------------- | --- |
| 2014年11月26日 | #俺的ボカロ曲ロックカバー祭 VOL2                          | よっぴー（青山吉能） | 「テトロドトキサイザ2号」                             | |
| 2015年4月16日  | -                                                         | 青山吉能 | 「The Everlasting Guilty Crown」 「ステラ・ドライブ」 | カラオケ『LIVE DAM STADIUM・LIVE DAM Ai あにそんボーカル』配信曲                                                             |
| 2016年8月24日  | わぐらぶ限定セット特典CD「TABOOLESS」わぐらぶVer.         | 吉岡茉祐、青山吉能、奥野香耶 | 「TABOOLESS」                                         | |
| 2017年3月18日  | ソロでイベント、やらせてください！2017 パンフレット特典CD | 青山吉能 | 「わたしの樹」                                        | |
| 2018年3月3日   | Wake Up, Girls! Soloevent 2018 パンフレット特典CD         | 青山吉能 | 「解放区」                                            | |
| 2019年12月14日 | 空色Message                                               | 青山吉能、高木美佑 | 「空色Message」                                       | ラジオ『青山吉能と高木美佑が送る、マイナスイオンたっぷりのヒーリングラジオ。略して、「−マイラジ」』主題歌                    |
| 2024年11月4日  | こころのこだま（2024バージョン）                          | いちごいちえ（青山吉能、石川さゆり、ukka、川中美幸、北山たけし、佐々木亮介（a flood of circle）、島津亜矢、竹島宏、田端義夫、天童よしみ、バンドじゃないもん!MAXX NAKAYOSHI、Hiira（Offo tokyo）、BEGIN、風男塾、THE FRANK VOX、前川清、増子直純（怒髪天）、山本譲二） | 「こころのこだま（2024バージョン）」                  | テイチク創立70周年を記念して2005年にリリースされた「こころのこだま」をテイチク90周年を記念して2024年版としてリメイクした楽曲 |